# August Hellemans
August „Gust“ Hendrik Hellemans, auch Auguste Hellemans (* 21. Juni 1907 in Kapelle-op-den-Bos; † 4. Mai 1992 in Sint-Agatha-Berchem), war ein belgischer Fußballspieler.

## Karriere

### Als Spieler
Hellemans spielte von 1926 bis 1938 für den RFC Mechelen. Danach wechselte er zu R.A.A. La Louvière, wo er seine Spielerkarriere 1947 beendete.
Zwischen 1928 und 1934 bestritt er 28 Länderspiele für die belgische Nationalmannschaft, in denen er ohne Torerfolg blieb.
1928 nahm Hellemans mit der belgischen Auswahl an den Olympischen Sommerspielen in Amsterdam teil. Im Achtelfinale gegen Luxemburg  sowie bei der 3:6-Niederlage im Viertelfinale gegen Argentinien stand er nicht in der Mannschaft. Er kam jedoch beim 1:3 in der Trostrunde gegen die Niederlande zum Einsatz.
Zwei Jahre später wurde er in den belgischen Kader bei der ersten Weltmeisterschaft in Uruguay berufen. Belgien verlor die Gruppenspiele gegen die Vereinigten Staaten mit 0:3 und gegen Paraguay mit 0:1. Hellemans stand in beiden Partien in der Startaufstellung.
Bei der Fußball-Weltmeisterschaft 1934 stand er erneut im belgischen Aufgebot, wurde bei der 2:5-Niederlage im Achtelfinalspiel gegen Deutschland jedoch nicht eingesetzt.

### Als Trainer
Hellemans war dreimal Trainer von Patro Eisden Maasmechelen, das erste Mal von 1950 bis 1952. In den Spielzeiten 1956/57 und 1957/58 schaffte er mit dem Klub den Klassenerhalt in der zweiten belgischen Division. Im Dezember 1960, als Patro Eisden das bisher einzige Mal in der höchsten belgischen Liga spielte, sprang er bis zum Saisonende zum dritten Mal als Trainer ein, konnte den Abstieg in die Zweite Division aber nicht verhindern.